# Florence Foster Jenkins
Florence Foster Jenkins (Wilkes-Barre (Pennsylvania), 19 juli 1868 – New York, 26 november 1944) was een Amerikaanse sopraan die bekend werd vanwege haar gebrek aan zangtalent, gecombineerd met een drang om voor publiek op te treden.

## Biografie
Florence Foster werd geboren in 1868 in Wilkes-Barre, Pennsylvania. Ze kreeg als kind muziekles. Zij uitte de wens om naar het buitenland te gaan om daar muziek te studeren, maar haar vermogende vader weigerde de rekening te betalen. Dus vertrok zij heimelijk met Frank Thornton Jenkins, een arts, naar Philadelphia, waar ze trouwden in het jaar 1885. Een jaar later bleek Florence syfilis opgelopen te hebben van haar man. Ze beëindigde daarop hun relatie, maar ze behield de naam Jenkins. Van 1909 tot haar dood in 1944 had ze een relatie met de Britse Broadway-acteur St. Clair Bayfield (1875-1967).
Ze verdiende de kost als lerares en pianiste tot haar vaders dood in 1909. Toen erfde Florence een fortuin dat haar in staat stelde om haar zangcarrière weer op te pakken, waarvan zij was weerhouden door haar ouders en voormalige echtgenoot. Zo kwam zij terecht in het muzikale wereldje van Philadelphia, waar zij de Verdi Club stichtte en financierde. Ze nam zanglessen en begon met het geven van optredens, waarvan het eerste plaatsvond in 1912. Haar moeders dood in 1928, toen Florence 60 jaar oud was, gaf haar nog meer vrijheid en middelen om haar droom te verwezenlijken. Ze leefde lange tijd samen met Bayfield, die ook haar manager was, in Manhattan.
Uit Jenkins’ opnames blijkt dat zij weinig gevoel voor ritme en toonhoogte had en dat zij nauwelijks in staat was om een noot vast te houden. Men kan horen dat haar pianobegeleider zich aanpaste aan haar ritmische fouten en de variaties in haar tempo. Niettemin werd zij enorm populair op haar eigen onconventionele manier. Haar publiek waardeerde haar kennelijk meer om het amusement dat zij hen schonk dan om haar muzikale talent. Critici beschreven haar werk vaak op een dubbelzinnige wijze die wellicht onbedoeld de nieuwsgierigheid van het publiek aanwakkerde.
Jenkins' optredens zijn wel eens bij de categorie camp ingedeeld, alsof ze bewust gebruik maakte van de onvolkomenheden in haar vertolkingen om het publiek te vermaken. Dat is een misvatting, want ondanks haar gebrek aan talent was Jenkins zelf heilig overtuigd van haar grootheid. Zij vergeleek zichzelf met vermaarde sopranen als Frieda Hempel en Luisa Tetrazzini en verwierp het hoongelach dat vaak uit het publiek opsteeg tijdens haar optredens, evenals dat van haar rivalen, met de repliek 'professionele jaloezie'.
Toch was zij zich bewust van de kritieken, zoals blijkt uit het volgende citaat:
| Mensen mogen zeggen dat ik niet kan zingen, maar niemand kan ooit zeggen dat ik niet heb gezongen — Vertaald citaat van Florence Foster Jenkins |

Jenkins zong vooral uit het operarepertoire van Mozart, Verdi en Strauss, alles ver voorbij haar technische kunnen. Bijvoorbeeld bij de bijzonder veeleisende coloratuuraria van de 'Königin der Nacht' uit Die Zauberflöte van Mozart werden de tekortkomingen pijnlijk duidelijk. Verder zong zij liederen van Brahms en Valverdes Clavelitos en ook liederen die zij zelf of haar begeleider, de Mexicaans-Amerikaanse pianist Cosmé McMoon (1901-1980) had gecomponeerd. Jenkins droeg opvallende kostuums die zij zelf had ontworpen; soms verscheen zij ten tonele met vleugeltjes en allerlei franjes. Voor Clavelitos gooide zij bloemen in het publiek, onderwijl fladderend voor een ventilator waardoor de bloemen in haar haar meefladderden.
Na een ongeluk met een taxi in 1943 ontdekte zij dat ze een hogere F kon zingen dan voorheen. In plaats van een proces te beginnen tegen het taxibedrijf, zond zij de taxichauffeur een doos dure sigaren.
Ondanks de publieke wens voor meer optredens, beperkte Jenkins het aantal optredens tot een paar favoriete plekken en haar jaarlijkse optreden in de Ritz-Carlton-balzaal in New York. Het aantal aanwezigen bij haar optredens bleef altijd beperkt tot de loyale clubvrouwen en een select aantal anderen. Zij behandelde zelf de distributie van de felbegeerde toegangskaarten. Op 76-jarige leeftijd gaf zij eindelijk toe aan de publieke wens om een optreden te geven in de 2800 zitplaatsen tellende Carnegie Hall in New York op 25 oktober 1944. De kaartjes waren al weken van tevoren uitverkocht. Jenkins overleed een maand na dit optreden.
Er wordt beweerd dat Jenkins’ hele 32-jarige carrière een grote grap was, maar dat strookt niet met een andere bewering, namelijk dat haar dood een gevolg was van het hoongelach van critici na het optreden in de Carnegie Hall. Elk van deze beweringen kan slecht worden onderbouwd. Alles wijst erop dat Florence Jenkins is gestorven met hetzelfde geluk, zelfvertrouwen en voldane gevoel dat zij al haar hele artistieke leven had gekend.

## Opnamen
Jenkins nam negen aria’s op, op vijf 78 toerenplaten, die opnieuw zijn uitgegeven op drie cd’s:
1. The Muse Surmounted: Florence Foster Jenkins and Eleven of Her Rivals (homofone plaat) bevat slechts een van Jenkins’ optredens, Valse Caressante, voor zang, fluit & piano, maar het bevat eveneens een interview met de componist Cosmé McMoon, die tevens haar begeleider was.
2. The Glory (????) of the Human Voice (RCA Victor) bevat de acht andere aria’s, alle begeleid door McMoon.
3. Murder on the High C’s (Naxos) bevat alle negen aria’s plus optredens van anderen, maar hier ontbreekt het interview met McMoon.

## Toneel en film
- In 2001 had het toneelstuk Viva la Diva van Chris Ballance over Jenkins veel succes op het Edinburgh Fringe.[5]
- In september 2005 ging het toneelstuk Glorious van Peter Quilter over Jenkins in première in het Verenigd Koninkrijk.
- Een ander toneelstuk over Jenkins’ leven, Souvenir van Stephen Temperley, ging van start op Broadway in november 2005 met Judy Kaye in de hoofdrol als Jenkins.
- In 2016 verscheen de film Florence Foster Jenkins van regisseur Stephen Frears met Meryl Streep in de hoofdrol.
- In 2024 brachten Frédérique Sluyterman van Loo en Erik Brey een Nederlandse vertaling van "Viva la diva" van Chris Ballance op de planken.